# Corticium pini
Corticium pini är en svampart som först beskrevs av H.S. Jacks., och fick sitt nu gällande namn av Boidin & Lanq. 1983. Corticium pini ingår i släktet Corticium och familjen Corticiaceae.   Inga underarter finns listade i Catalogue of Life.